# Klin Dębiecki

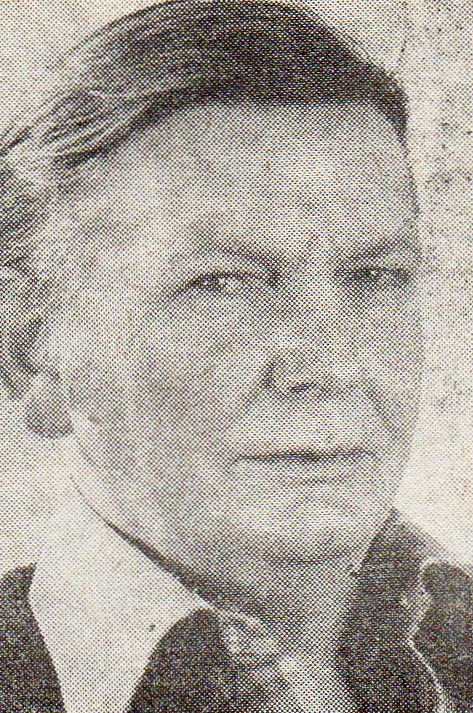
Henryk Kara – jeden z twórców projektu osiedli

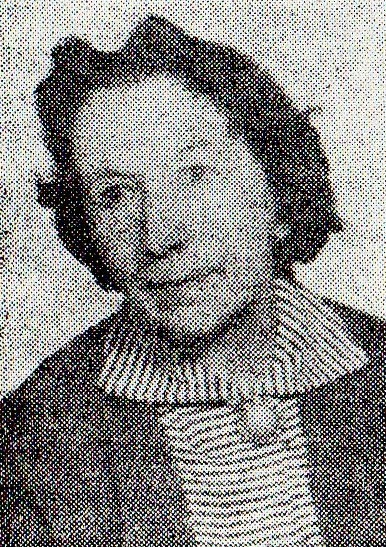
Mirosława Dworzańska – współtwórczyni koncepcji

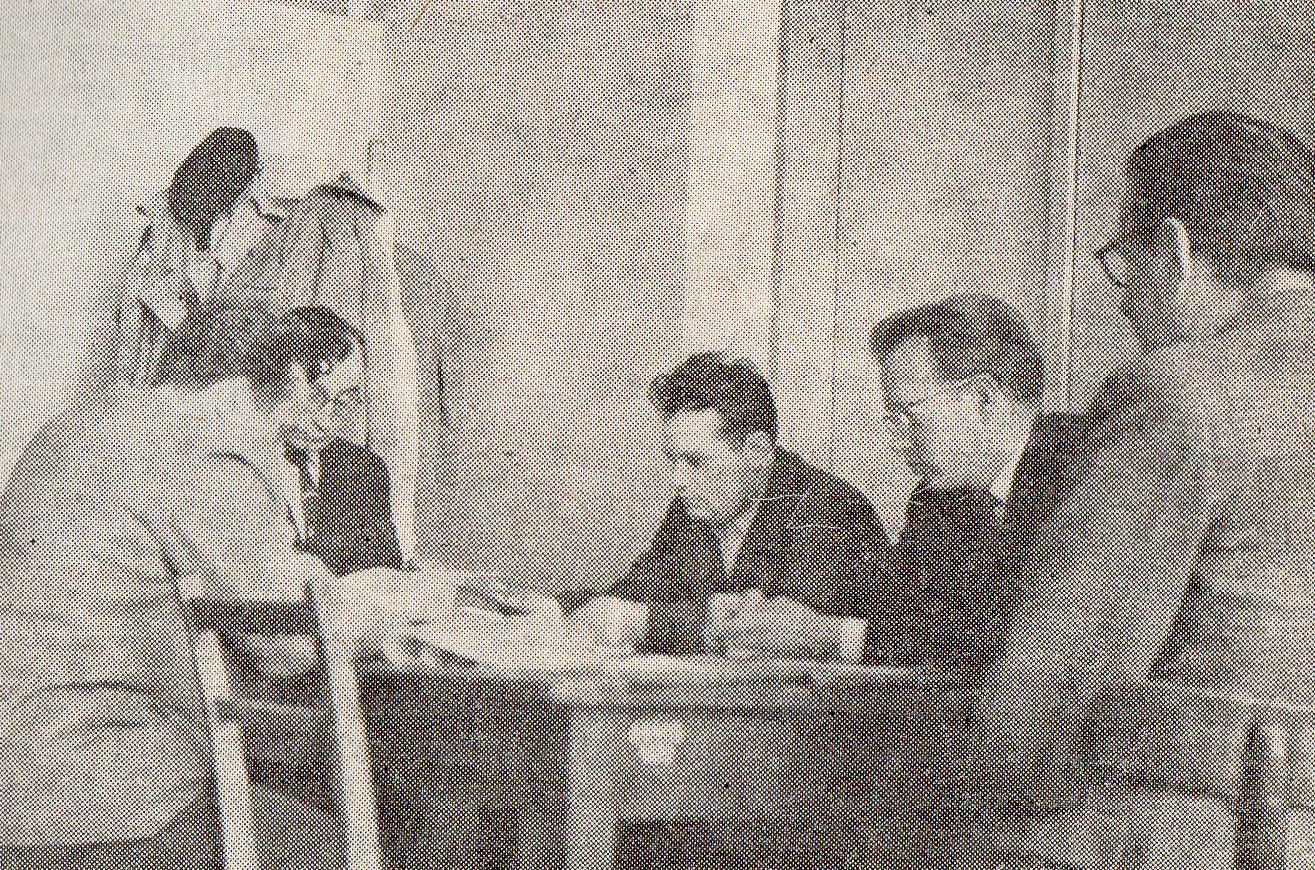
Posiedzenie Spółdzielni Mieszkaniowej HCP w 1958

Klin Dębiecki – zbiorcza nazwa na zespół osiedli mieszkaniowych zlokalizowanych w Poznaniu, w południowej części Dębca, przy granicy z Luboniem, pomiędzy ulicami Dolna Wilda, 28 Czerwca 1956r. (dawniej Dębiecka, Dzierżyńskiego) i torowiskami kolejowymi od stacji Poznań Dębiec do Mostu Dębińskiego.

## Geneza
Zespół mieszkaniowy składa się z domów wielorodzinnych wybudowanych w różnych latach, w większości przez Spółdzielnię Mieszkaniową H. Cegielski. Pierwsze plany osiedli mieszkaniowych w tym rejonie powstały na deskach projektowych Zakładu Osiedli Robotniczych w Warszawie w latach 1948-1949 i miały charakter czysto socrealistyczny. Zostały one częściowo zmienione w duchu modernistycznym przez pracowników poznańskiego Miastoprojektu (Mirosława Dworzańska, Henryk Kara, Halina Liersch) w latach późniejszych, już podczas budowy pierwszej części kompleksu (od 1948). Pierwotnie osiedla zająć miały około 30 hektarów i przeznaczone były na 12.000 mieszkańców.
Założenie z tego czasu (około 60 hektarów) dzieli się na sześć części:
- Kolonia I (1948–1950) ograniczona ulicami: 28 Czerwca 1956 r. (Dzierżyńskiego), Czechosłowacka, Łozowa, Racjonalizatorów. Reprezentuje tendencje funkcjonalistyczne (z wyjątkiem socrealistycznych budynków wzdłuż ul. Racjonalizatorów). Bloki poustawiane są tu równolegle i prostopadle do siebie, bogate są tereny zieleni, istnieje żłobek i przedszkole.
- Kolonia II (1964–1966) ograniczona ulicami: Czechosłowacka, Łozowa, Kasztanowa, Dębowa. Część kończąca proces budowlany osiedla. W miejsce domkniętej i zwartej terytorialnie struktury zaaranżowano tutaj, w wyniku zmian koncepcyjnych, obszar mieszkaniowy znacznie zagęszczony poustawianymi przede wszystkim równolegle budynkami. Stwarza to uczucie monotonii, powtarzalności i symetrii.
- Kolonia III (1959–1962) ograniczona ulicami: Łozowa, Kasztanowa, Dębowa, Platanowa. Podobnie, jak w Kolonii II, w miejsce planowanego zamkniętego założenia stworzono luźno zabudowany, dość monotonny zespół budynków, stojących w dużej mierze równolegle względem siebie.
- Kolonia IV (1953–1958) ograniczona ulicami: Łozowa, Kasztanowa, 28 Czerwca 1956 r. Część o formach socrealistycznych, pochodzących z pierwotnego projektu. Istnieje tu zróżnicowany układ budynków, aranżujących sąsiedzkie wnętrza urbanistyczne, połączone okazałymi prześwitami, z dużym procentem powierzchni wspólnych i terenów zielonych.
- Kolonia V (centrum osiedlowe, handel, usługi, lata 50. XX w., 1962–1963) ograniczona ulicami: 28 Czerwca 1956 r. (Dzierżyńskiego), Racjonalizatorów, Łozowa, Kasztanowa. Kilka równolegle ustawionych bloków z uboga przestrzenią wspólną i obszary handlowe.
- Osiedle Szczepana ograniczone ulicami: 28 Czerwca 1956 r. (Dzierżyńskiego), Czechosłowacka, Łozowa, św. Szczepana[1][2].

Argumentami za budową tutaj dużego zespołu mieszkaniowego dla pracowników HCP były: bliskość zakładów i dobre połączenie tramwajowe z nimi, niezabudowany teren oraz sąsiedztwo obfitych terenów zielonych na Dębinie.

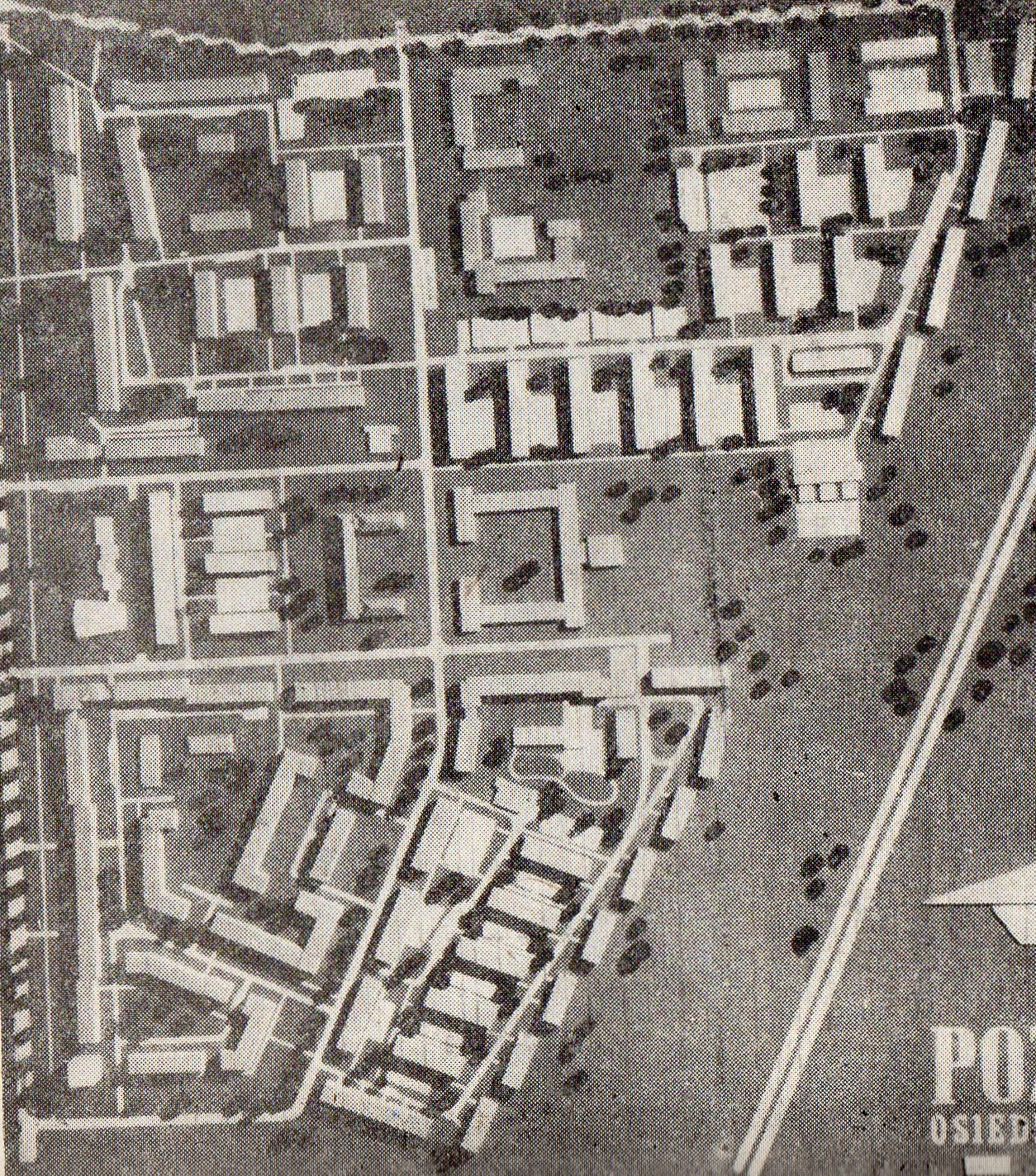
Plan kolonii I-V, po poprawkach architektów poznańskich z Miastoprojektu (w miejsce urbanistyki socrealistycznej wprowadzono tendencje modernistyczne)

## Historia
Jako pierwsze powstały kolonie I i IV (od 1948 do lat 50. XX wieku), które nie były jeszcze budowane przez Spółdzielnię HCP, a także centrum osiedla (kolonia V) w formach socrealistycznych (później nazywane Manhattanem). Pierwszym blokiem przejętym przez tę spółdzielnię był obiekt przy ul. Bukowej 42-46, obecna Laskowa 2-6), posiadający 36 mieszkań. Budowę reszty osiedli kontynuowała już spółdzielnia. Na 31 grudnia 1960 zasoby mieszkaniowe spółdzielni osiągnęły liczbę 154 mieszkań (396 izb) o łącznej powierzchni 6866 m². Osoby do spółdzielni przyjmowano tylko w przypadku, gdy była pewność, że otrzymają mieszkanie w przeciągu trzech lat. Kandydaci musieli być pracownikami HCP i musieli mieć założoną książeczkę mieszkaniową w PKO BP. W latach 1961–1965 najintensywniejsze prace budowlane postępowały na kolonii II i III. W 1961 zarząd spółdzielni porozumiał się z kilkoma poznańskimi przedsiębiorstwami i w zamian za 100 mieszkań otrzymał kredyt zastępczy (budowie groził zastój). W 1962 rozpoczęto budowę kotłowni na terenie kolonii V (pierwotnie cieplik miał być dostarczany bezpośrednio z Cegielskiego, ale okazało się, że na tę liczbę mieszkań zakłady nie są w stanie zapewnić odpowiedniej wydajności). W latach 1961–1965 wybudowano 1273 mieszkania (3881 izb). Po 1963 zaczęto zmniejszać liczbę dużych mieszkań (cztero- i pięciopokojowych), na rzecz bardziej potrzebnych, mniejszych. Bolączką mieszkańców były liczne niesprawności instalacji oraz posadzki z mas szpachlowych, których ostatecznie zaniechano. Osiedla były też niedogrzane, do czasu budowy własnej kotłowni. Naciski władz partyjnych spowodowały, że standard oddawanych mieszkań po 1964 został obniżony (zrezygnowano z szaf ściennych, pawlaczy, szaf podokiennych w kuchniach, umywalek łazienkowych, lamperii olejnych i dwukomorowych zlewozmywaków na rzecz jednokomorowych). W latach 1961–1965 na jedną izbę mieszkalną przypadało 1,3 osoby.
Osiedle było poligonem dla wprowadzania w mieście nowych technologii. M.in. po raz pierwszy w Poznaniu zastosowano do transportu cegieł pochylnie i windy, zastępujące pracę tzw. "koźlarzy" noszących cegły na plecach w specjalnych nosidłach. Wieżowiec przy ul. św. Szczepana 11 był pierwszym poznańskim blokiem mieszkalnym, w którym zastosowano windy.
W końcu 1965 pod zarządem spółdzielni znajdowało się 65.500 m² powierzchni użytkowej, z czego 3518 m² stanowiła powierzchnia usługowa, handlowa, restauracja, bank, klub i administracja osiedlowa. Do końca 1970 ukończono kolonię II, III, V i os. Szczepana (np. w 1967 powstał wieżowiec na os. Szczepana, przy ul. Bukowej 14, w 1968 wieżowiec przy ul. Łozowej 34).
W 1966 osiedla zostały nawiedzone przez plagę komarów, którą starano się wytępić bez większych rezultatów. Aby usprawnić komunikację z pętlą tramwajową na Dębcu i z Rynkiem Wildeckim, planowano zakupić dla osiedla autobus, ale ostatecznie MPK uruchomiło linię autobusową do ul. Łozowej (Azaliowej).
W 1988 otwarto przy ul. Osinowej Młodzieżowe Centrum Kultury i Rekreacji z salami sportowymi, sauną i kawiarnią.

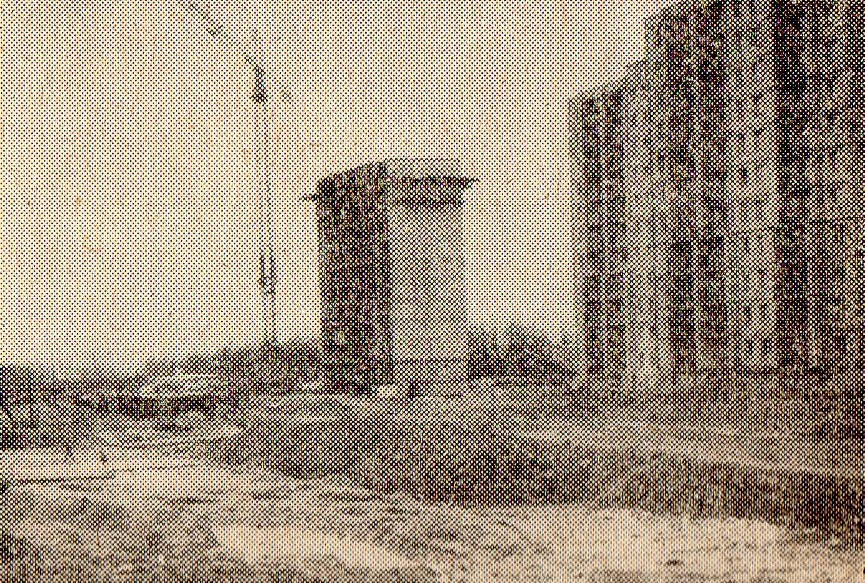
Budowa południowej części (spółdzielnia Dębina) w kwietniu 1985

W 1995 spółdzielnia HCP uległa podziałowi, w wyniku którego powstała Spółdzielnia Mieszkaniowa Dębina (1 lipca 1995). Do tej spółdzielni należy kompleks budynków wielorodzinnych, budowanych od 1980. Są to budynki 11-kondygnacyjne, w tym 9 budynków 1-klatkowych, 2 budynki 3-klatkowe i 1 budynek 4-klatkowy oraz 4 budynki niskie z zespołem garaży i parkingów. Ta część zlokalizowana jest w południowej części Klina Dębieckiego, najbliżej Lubonia. Łączna powierzchnia użytkowa zasobów w tej części wynosi 57.829,42 m², z czego ok. 1145,82 m² zajmują lokale użytkowe oraz 137 garaży o powierzchni 2283,29 m².

## Wartość i recepcja
Osiedla Klinu Dębieckiego budowane były przez okres około dwudziestu lat. Były to lata przełomowe dla polskiej architektury, co sprawia, że tereny Klinu są doskonałym przeglądem ewolucji myśli architektonicznej i urbanistycznej tamtych czasów. Ich poważnym mankamentem było nieprzestrzeganie pierwotnych założeń projektowych, owocujące pewnym zwiększeniem dysharmonii i dysfunkcjonalności założenia. Paradoksalnie najlepsze planowanie przestrzeni wspólnych i otwartych, tak pod względem estetycznym, jak i funkcjonalnym i przestrzennym, dotyczy części socrealistycznych. Znaczna degradacja nastąpiła natomiast od lat 90. XX wieku, kiedy to nastąpił lawinowy rozwój motoryzacji i wiele przestrzeni zostało całkowicie zdegradowanych przez parkujące pojazdy.

## Komunikacja
Osiedla obsługiwane są przez komunikację miejską:
- tramwajową:

 2 Dębiec PKM – Ogrody
 10 Dębiec PKM – Błażeja
19 Dębiec PKM – Połabska
- autobusową miejską:

 149 Dębiec PKM – Górczyn PKM
 171 Osiedle Dębina – Osiedle Wichrowe Wzgórze
 176 Osiedle Dębina – Garbary
- autobusową podmiejską:

 602 Dębiec PKM – Łęczyca/Dworcowa
 603 Garbary PKM – Łęczyca/Dworcowa
 610 Dębiec PKM – Górczyn PKM
 651 Dębiec PKM – Mosina/Dworzec Kolejowy.
Na północnym skraju osiedla znajdują się przystanki kolejowe Poznań Dębina, Poznań Dębiec, a także pętla tramwajowa i autobusowa Dębiec PKM wraz z postojem taksówek (drugi znajduje się przy ul. Łozowej).

## Obiekty
Na osiedlu lub w jego bezpośrednim sąsiedztwie zlokalizowane są:
- kościół Świętej Trójcy,
- Galeria Dębiec,
- las na Dębinie,
- Szkoła Aspirantów Państwowej Straży Pożarnej,
- hotel Cezamet.

## Galeria

### Widoki historyczne

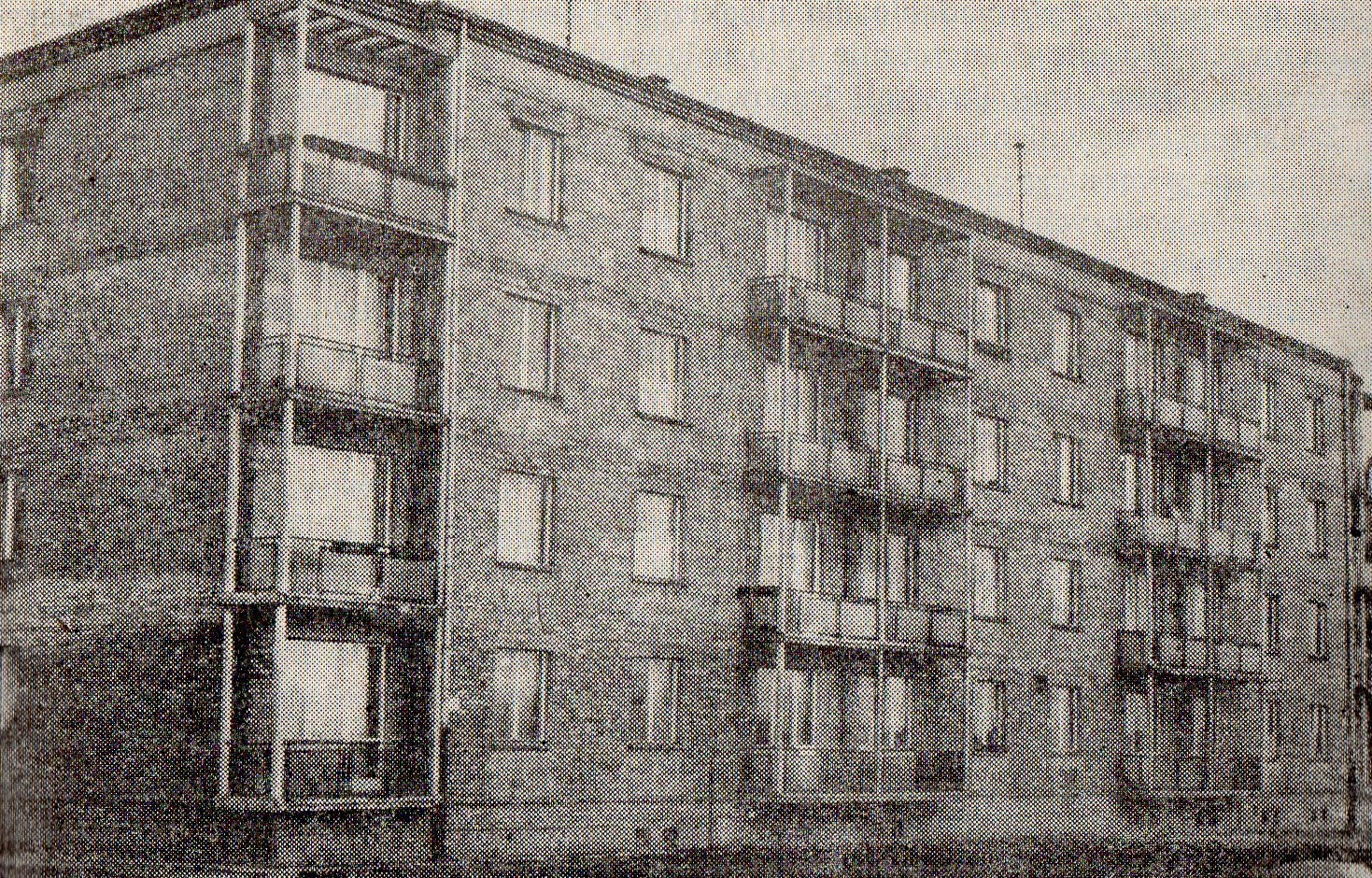
Pierwszy blok spółdzielczy (ul. Laskowa 2-6) w 1958
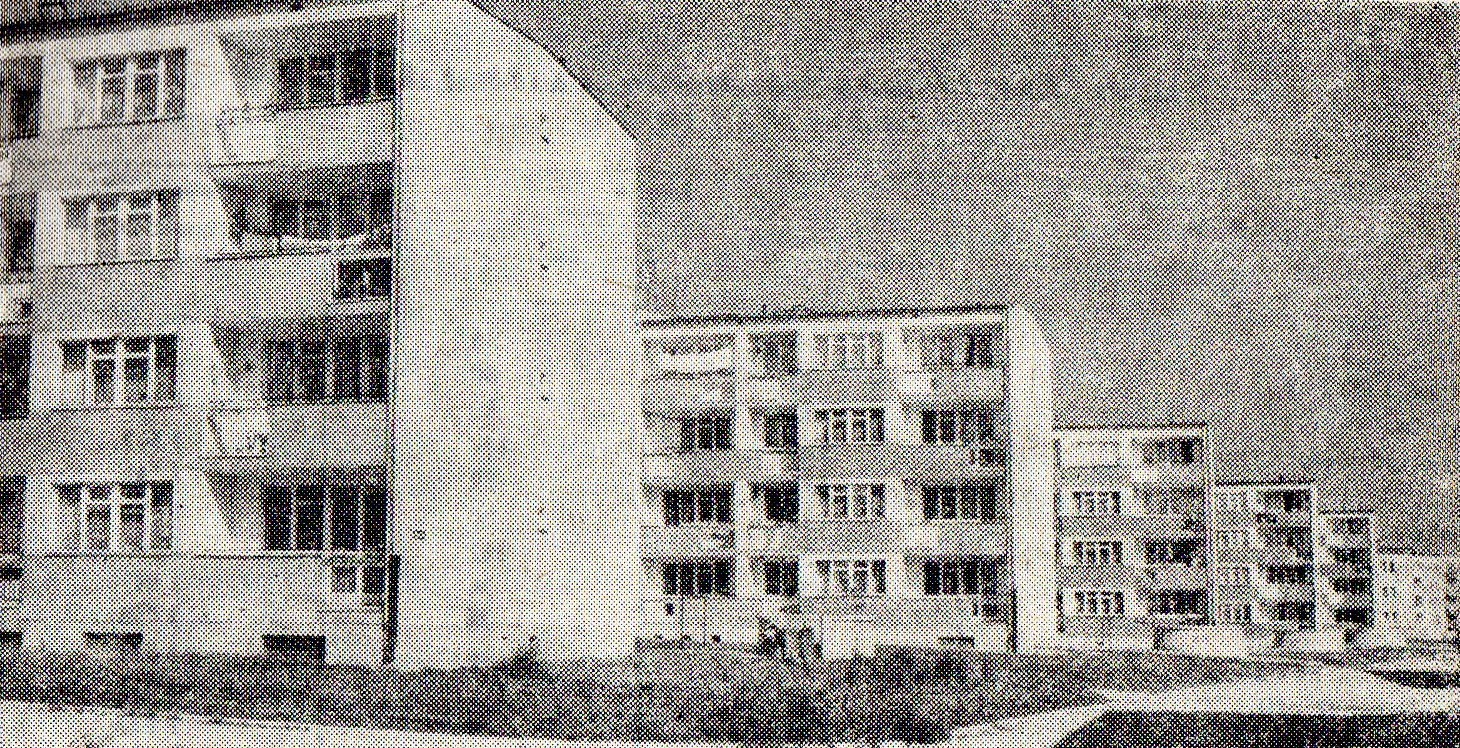
Kolonia III w 1961
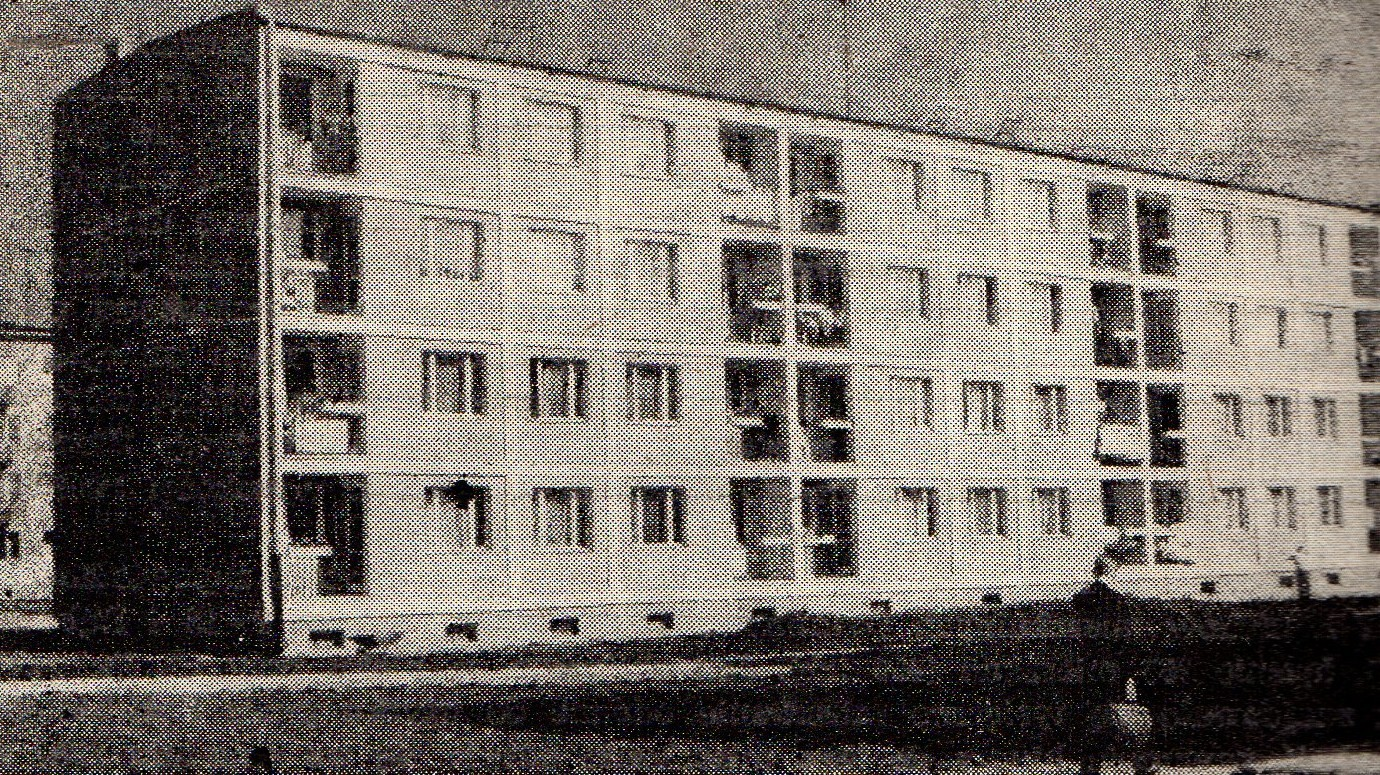
Kolonia V (ul. Cedrowa) w 1963

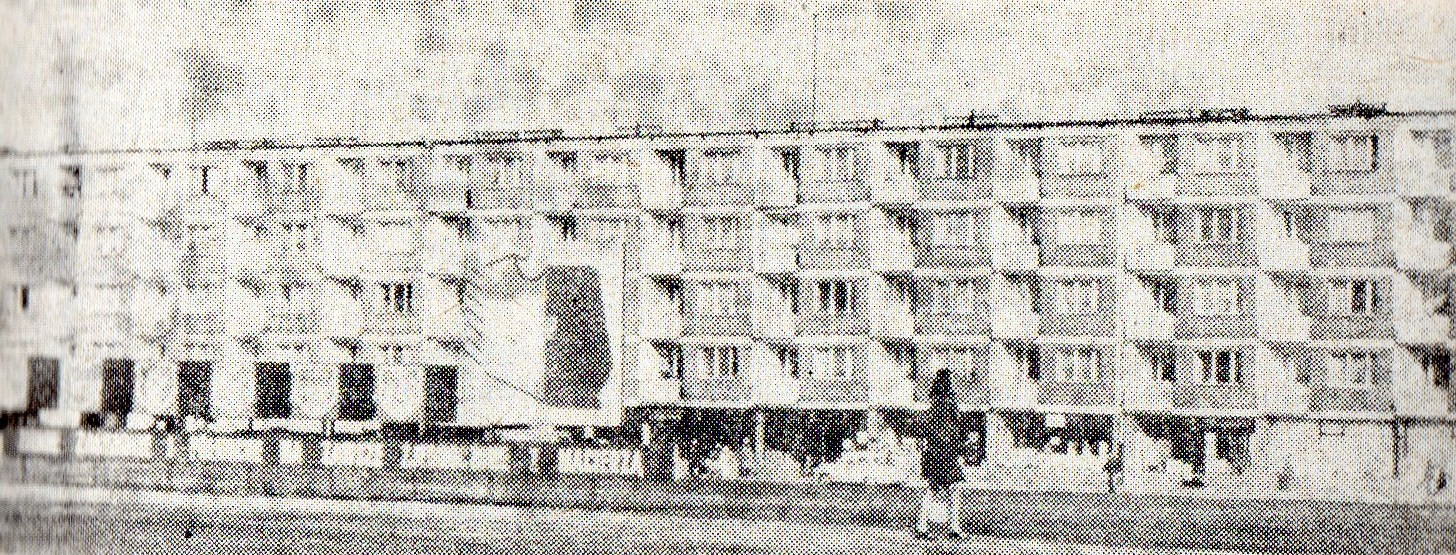
Kolonia V (ul. Cedrowa) w 1965
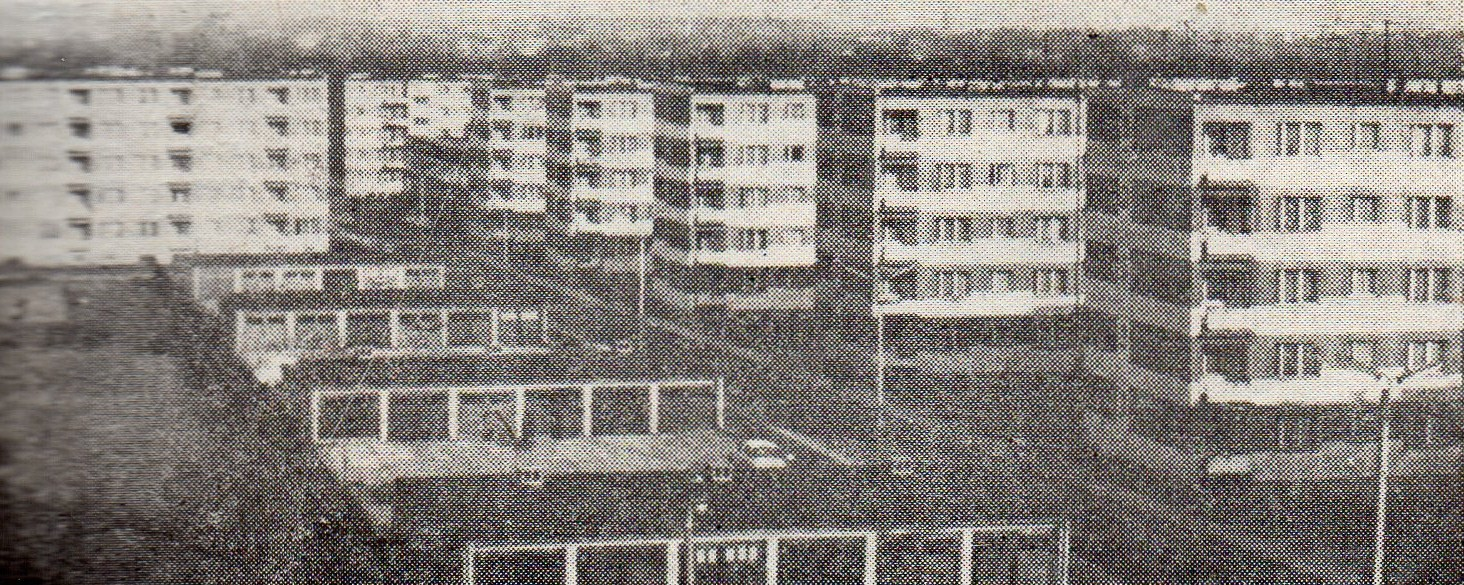
Kolonia II po 1966
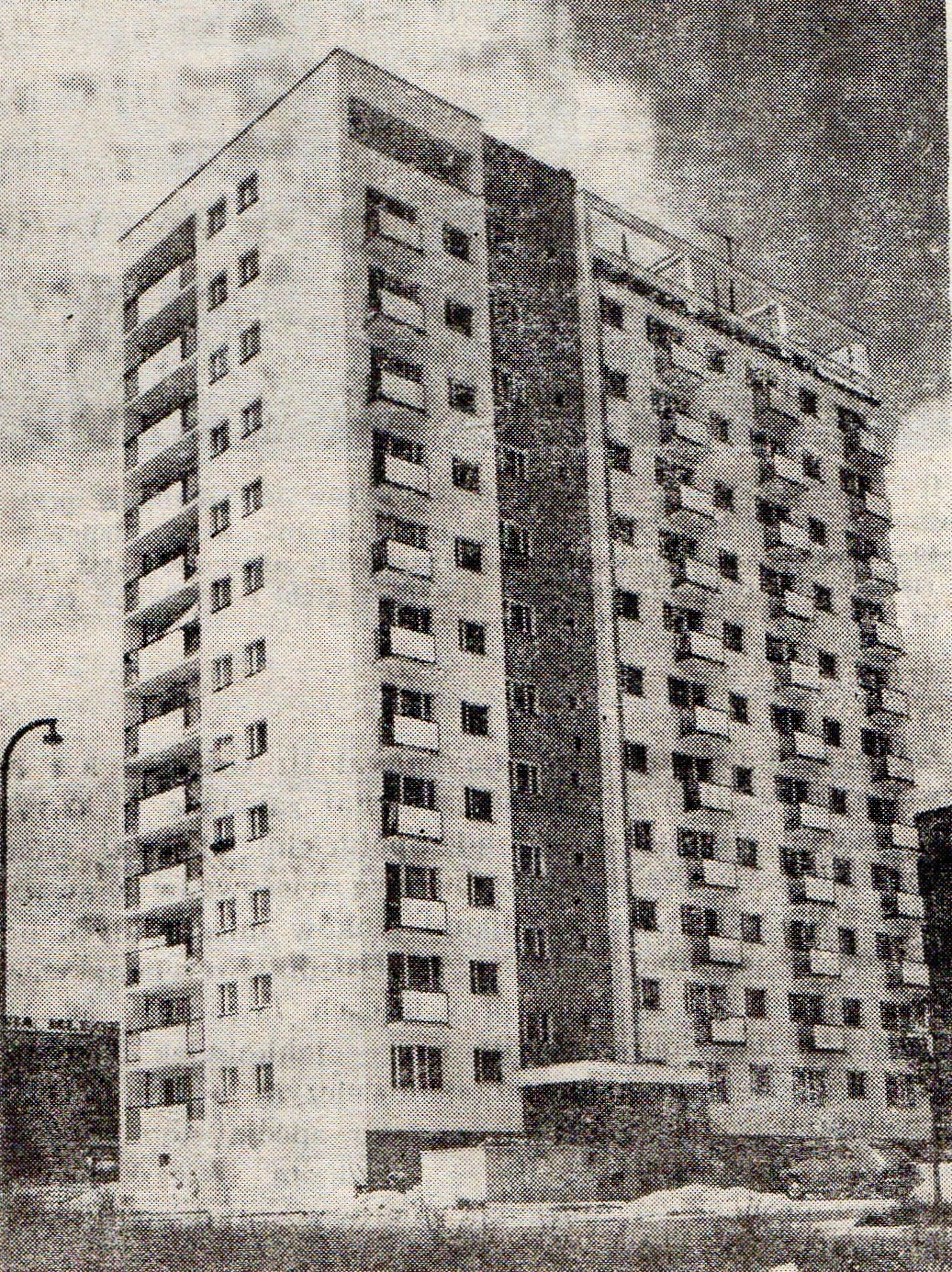
Wieżowiec na ul. Bukowej 14 w 1969 (kolonia IV)

### Widoki współczesne

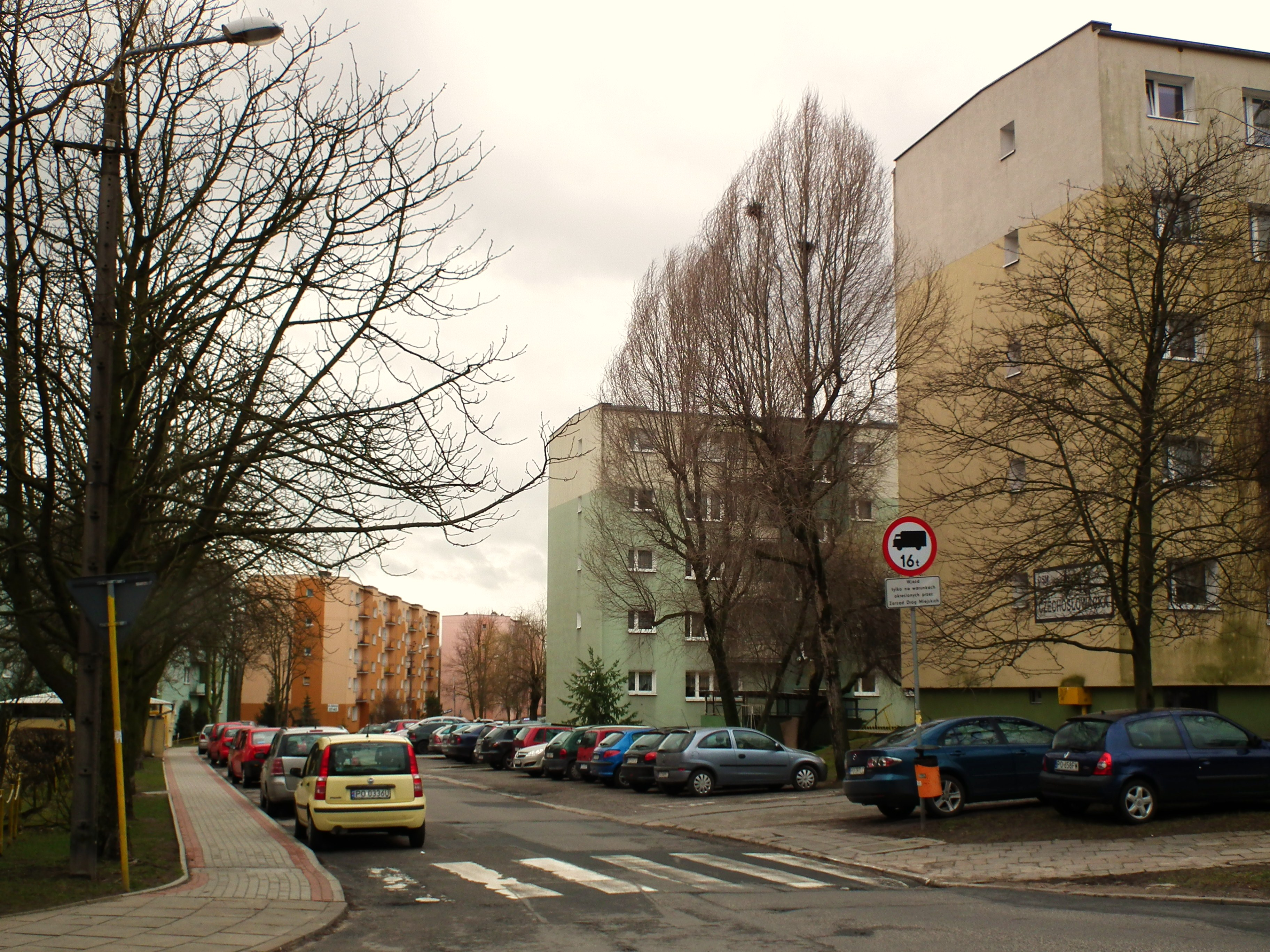
Ulica Dębowa (Kolonia II)
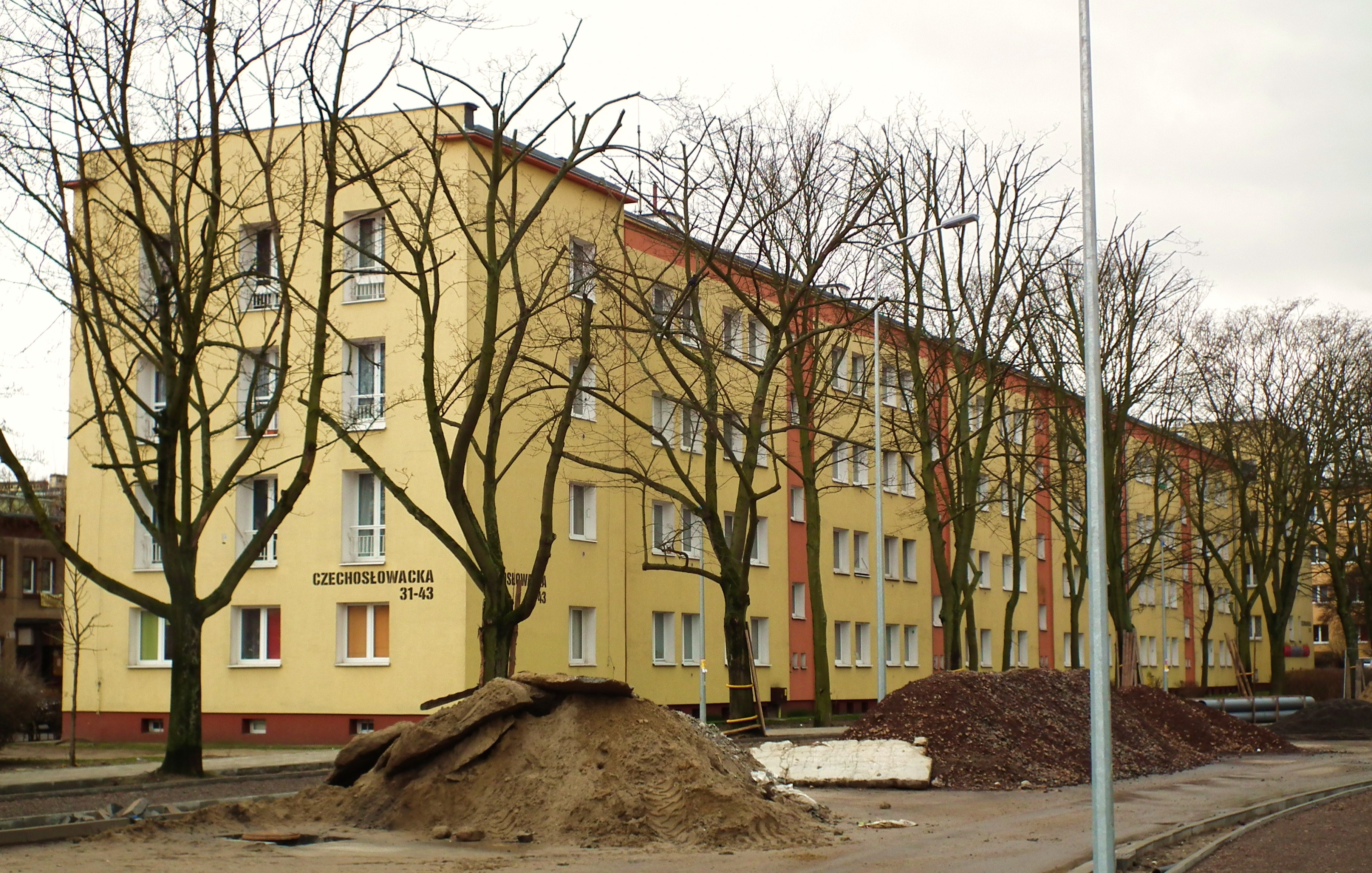
Kolonia I
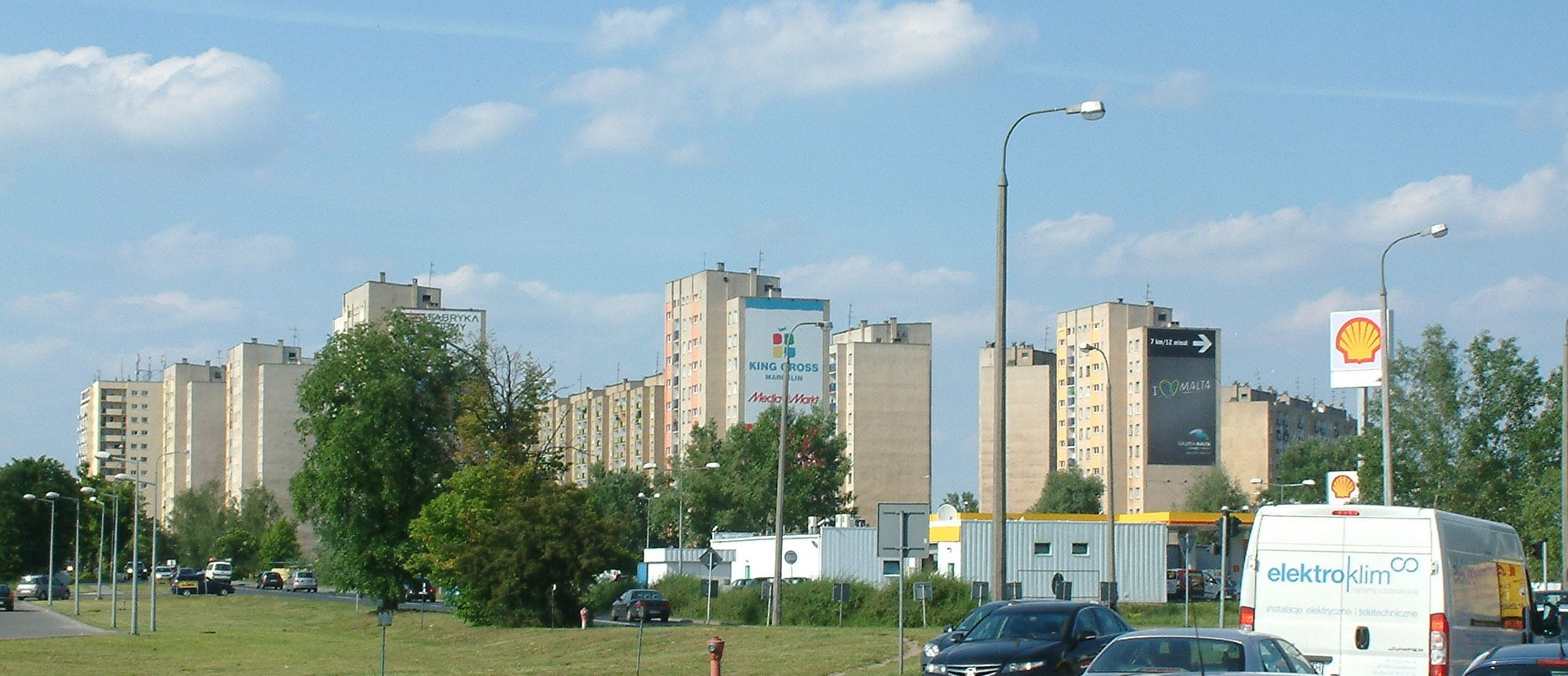
Osiedle Dębina